# Tancoïta
La tancoïta és un mineral de la classe dels fosfats. Rep el nom per la mina Tanco (pegmatita), al Canadà, a on es troba la seva localitat tipus.

## Característiques
La tancoïta és un fosfat de fórmula química LiNa₂Al(PO₄)(HPO₄)(OH). Cristal·litza en el sistema ortoròmbic. La seva duresa a l'escala de Mohs es troba entre 4 i 4,5.
Segons la classificació de Nickel-Strunz, la tancoïta pertany a «08.BG: Fosfats, etc. amb anions addicionals, sense H₂O, amb cations de mida mitjana i gran, (OH, etc.):RO₄ = 0,5:1» juntament amb els següents minerals: arsentsumebita, bearthita, brackebuschita, gamagarita, goedkenita, tsumebita, arsenbrackebuschita, feinglosita, bushmakinita, tokyoïta, calderonita i melonjosephita.

## Formació i jaciments
Va ser descoberta a la mina Tanco, situada al llac Bernic, a Manitoba (Canadà). Es tracta de l'únic indret de tot el planeta on ha estat descrita aquesta espècie mineral.